# Аргази (посёлок)
Аргази́ — посёлок в Аргаяшском районе Челябинской области. Входит в Байрамгуловское сельское поселение.

## География
Расположен на берегу Аргазинского водохранилища. Ближайшие населённые пункты — деревня Чишма, посёлок Миасский и село Байрамгулово. Расстояние до районного центра, села Аргаяш — 43 км.

## Население
| 2002 | 2010 |
| ---- | ---- |
| 276  | ↘238 |

Гендерный состав
По данным Всероссийской переписи 2010 года численность населения посёлка составляла 238 человек (121 мужчина и 117 женщин).

## Улицы
Уличная сеть посёлка состоит из 6 улиц и 1 переулка.